# Silje Figenschou Thoresen
Silje Figenschou Thoresen, född 25 april 1978 i Kirkenes är en nordsamisk konstnär från Kirkenes i Östfinnmark. Hon har en bakgrund från folkmusikkåren vid Høgskolen i Telemarks Raulandavdelning, utbildning till möbeldesigner från Konsthögskolan i Bergen och konstutbildning från Konstfack i Stockholm.
Thoresens konst är inspirerad av en design- och hantverkstradition där nyckelelement är improvisation och användning av material, saker och verktyg som man har till hands. I arbetet med Kløkt! (engelsk titel: Indigenuity) 2010–2012 dokumenterade Thoresen tillsammans med arkitekten Joar Nango hundratals egentillverkade lösningar för hem och stugor på Nordkalotten. Detta projekt presenterades 2014 i den nederländska designtidningen Works that work.
Thoresen hade en separatutställning i Trondheims konsthall 2014; utställningen hette Present Stability.
 

Samma år deltog hon tillsammans med tio andra norska och svenska formkonstnärer i utställningen Attention: Craft! på Liljevalchs konsthall, Stockholms första museum för samtidskonst. I utställningspresentationen skrev Liljevalchs konsthall om Thoresens konst:
"Med rötter i samisk tradition och kultur har hon brukandet som stark utgångspunkt men går långt utöver nyttan i sitt skapande."

Under namnet Sami Girl Gang samarbetar Thoresen med den sydsamiska konstnären Carola Grahn (f. 1982). I samband med Tråante 2017 bjöds Sami Girl Gang in att delta med en föreställning på Trøndelag senter for samtidskunst. Konstkritikern Arne Skaug Olsen sammanfattade Tråante 2017 efteråt, och skrev bl.a.
"Sami Girl Gang (Silje Figenschou Thoresen och Carola Grahn) har ett mer avväpnat, men tydligt genuspolitiskt och feministiskt projekt, som använder sig av en kommersiell girl-power-taktik."
2017 gav Thoresen även ut boken SÅNN där hon presenterar sina egna verk. Konstnären och professorn vid Universitetet i Tromsø, Markus Degerman, och Elin Haugdal bidrar med texter på svenska respektive norska. Haugdal har bland annat forskat i sambandet mellan materialanvändning och retorik i samisk arkitektur.
2010 samarbetade Thoresen med arkitekten Joar Nango och konstnären Sille Storihle på huvudutställningen på Márkomeannu-festivalen. Resultatet blev ett gammalt garage ombyggt till bastu. Thoresen kommenterade projektet så här i en NRK-reportage: "- Improvisationskompetens och förmågan att skapa det man behöver med de saker man har till hands har varit en faktor i det här projektet." På frågan av NRK:s reporter om en bastu skulle kunna beskrivas som konst, svarade Thoresen: "Om det är konst eller inte, det är inte så viktigt. Det viktigaste är att nu brinner det i ugnen och snart kan vi sätta oss på bänkarna."
• Trøndelag Center for Contemporary Art (8 februari 2017): föreställning med Carola Grahn (Sami Girl Gang)
• Trondheims konsthall (1 juni - 3 september 2017): Den gemensamma utställningen noe beveger seg sakte i en annen retning med verk av Sissel M. Bergh, Carola Grahn, Ragna Misvær Grønstad, Niilas Helander, Iver Jåks och Silje Figenschou Thoresen.
• Lofoten International Art Festival (LIAF) (1 september - 1 oktober 2017): festivalartist på biennalen

## Utställningar 2016
• Galleri Riis i Stockholm: Grupputställningen The memory of a landscape med konstnärerna Sahar Al-khateeb, Henrik Andersson, Maher Abdul Aziz, Kajsa Dahlberg, Jasmin Daryani, Silje Figenschou Thoresen, Hamish Fulton, Elisabet Hasselberg Olsson, Saskia Holmkvist, Matts Leiderstam, Carl Erik Stridöm. Utställningens titel spelar på målningen Minnet av ett landskap (1984) av Elisabet Hasselberg-Olsson som hänger i Sveriges riksdags plenisal.
•  Västerås konstmuseum: Grupputställningen Samla, prova, sätta ihop
•  Framtid på Ostkreuz i Berlin: Grupputställningen The Making Of: Improvement of Market Facilities

## Utställningar 2015
•  Samisk senter for samtidskunst/Sámi Dáiddaguovddáš (SDG) (28 augusti - 11 oktober 2015): Vendinger i horisontalplanet - separatutställning
•  Grupputställningen SKILLS - Thinking through making, Telling by Hand - konsthantverk, hållen av Nordnorsk artistsenter (NNKS). Medverkande konstnärer: Hedda Bjerkeli (No), Paulo Goldstein (GB), Tuva Gunsholt (No), Kaarina Kaikkonen (Fi), Vidar Koksvik (No), Britta Marakatt-Labba (Se), Solveig Ovanger (No), Kjell Rylander (Se), Kim Simonsson (Fi), Janna Syvänoja (Fi), Silje Figenschou Thoresen (No), Grethe Winther-Svendsen (No) och Annika Åkerfelt (Se). 
• Østfold kunstcenter (24 januari - 1 mars 2015)
• Vestfold kunstcenter (21 mars - 1 maj 2015)
• Buskerud Kunstsenter (19 augusti - 13 september 2015)
•	Oppland kunstenter (26 september - 25 oktober 2015)

## Utställningar 2014
- Liljevalchs konsthall i Stockholm: Attention: Craft. Grupputställning med Karin Bengtson, Linus Ersson, Hanne Friis, Mia E. Göransson, Linda Karlsson, Simon Klenell, Torbjørn Kvasbø, Erlend Leirdal, Anders Ljungberg och Märit Runsten.

- Trondheims konsthall: Separatutställningen Present Stability.

- Torpedo Factory Art Center i Washington: Indigenuity

Svenska institutet, Paris: Indigenuity som grupputställning.